# Jon McBride
Jon Andrew McBride (* 14. August 1943 in Charleston, West Virginia; † 7. August 2024) war ein US-amerikanischer Astronaut. 

## Ausbildung
McBride studierte von 1960 bis 1964 an der West Virginia University und erhielt 1971 einen Bachelor in Luftfahrttechnik von der Naval Postgraduate School.
1965 kam McBride zur United States Navy und wurde dort zum Marineflieger ausgebildet. Während des Vietnamkriegs flog er 64 Kampfeinsätze. Auf der Edwards Air Force Base absolvierte er eine Ausbildung zum Testpiloten. Er besaß eine Berufspilotenlizenz und arbeitete zudem als Pilotenausbilder.

## Astronautentätigkeit
Im Januar 1978 wurde McBride von der NASA als Astronautenanwärter ausgewählt. Er war Beobachtungspilot für die erste Shuttle-Mission STS-1, er überprüfte Software im Shuttle Avionics Integration Laboratory (SAIL), er war Verbindungssprecher (CAPCOM) für die Missionen STS-5, STS-6 und STS-7 und arbeitete auch als sogenannter Flight Data File (FDF) Manager.
Im Juli 1987 wechselte McBride ins NASA-Hauptquartier, um die Beziehungen der NASA zum Kongress der Vereinigten Staaten zu koordinieren. 1988 wurde er als Kommandant für die Mission STS-35 aufgestellt, die im März 1990 stattfinden sollte; McBride schied jedoch im Mai 1989 aus der NASA aus.

### STS-41-G
Am 5. Oktober 1984 startete McBride als Pilot der Raumfähre Challenger zu seiner ersten Mission (STS-41-G) ins All. Neben dem Earth Radiation Budget Satellite wurden eine Vielzahl von Experimenten mitgeführt.

### STS-61-E
Diese Mission mit der Raumfähre Columbia hätte am 6. März 1986 die ASTRO-1-Spacelab-Mission ins All bringen sollen. Nach der Challenger-Katastrophe wurde der Flug abgesagt. Die Mannschaft hätte aus Jon McBride, Richard Richards, David Leestma, Jeffrey Hoffman, Robert Parker, Samuel Durrance und Ronald Parise bestanden.

### STS-71-A
Diese Mission mit der Raumfähre Atlantis hätte am 12. Januar 1987 die ASTRO-2-Spacelab-Mission ins All bringen sollen. Nach der Challenger-Katastrophe wurde der Flug abgesagt. Die Mannschaft hätte aus Jon McBride, Richard Richards, David Leestma, Jeffrey Hoffman, Robert Parker, Nutzlastspezialist Kenneth Nordsieck sowie einem der zwei weiteren Nutzlastspezialisten Samuel Durrance und Ronald Parise bestanden.

## Nach der NASA
Im Mai 1989 wurde McBride Präsident und CEO der Flying Eagle Corporation in Lewisburg. 1996 bewarb er sich um die Nominierung der Republikaner für die Wahl zum Gouverneur von West Virginia, verlor jedoch in der Primary seiner Partei gegen Cecil H. Underwood. Im September 1998 wechselte er zur Image Development Group in seinem Geburtsort Charleston.

## Privates
Jon McBride war verheiratet und hatte vier Kinder.
Im August 2024 starb er im Alter von 80 Jahren.